# Лона-Лазес
Лона-Лазес (итал. Lona-Lases) — коммуна в Италии, располагается в провинции Тренто области Трентино-Альто-Адидже.
Население составляет 876 человек (2011 г.), плотность населения составляет 73 чел./км². Занимает площадь 11 км². Почтовый индекс — 38040. Телефонный код — 0461.
В коммуне 31 мая особо празднуется Встреча Пресвятой Богородицы и Елизаветы.

## Демография
Динамика населения:

## Администрация коммуны
- Официальный сайт: